# شلاق (فیلم ۱۹۱۷)

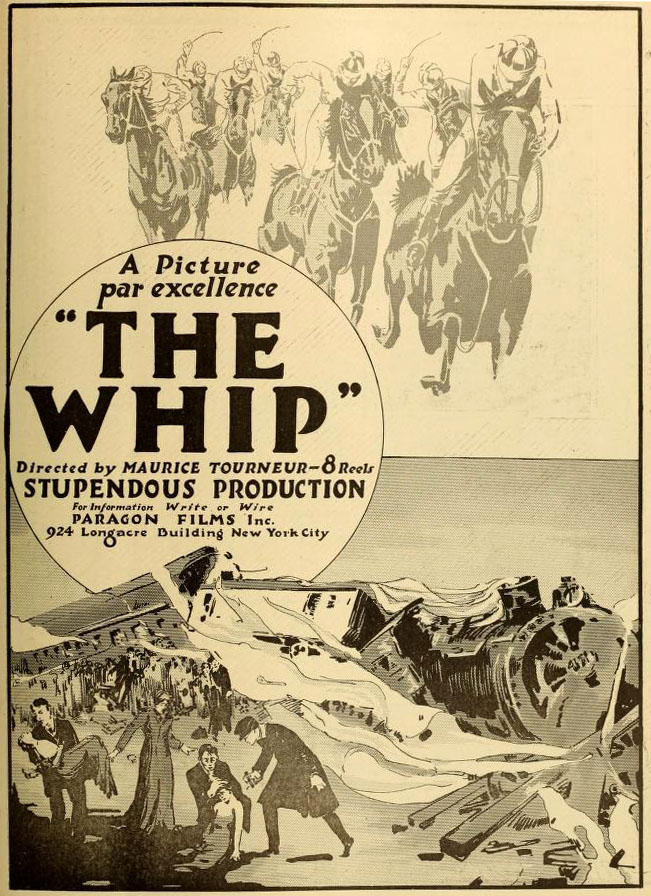
شلاق (فیلم ۱۹۱۷)

«شلاق» (انگلیسی: The Whip) یک فیلم درام ساخته موریس تورنو محصول ۱۹۱۷ است. فیلم بر پایه نمایش‌نامه‌ای به‌همین نام از هنری همیلتون ساخته شد.